# Karl Küthe
Karl Küthe (* 27. Juni 1880 in Hemmighausen; † 30. März 1952 in Waldeck) war ein deutscher Ministerialbeamter und Generalstabsintendant des Heeres der Wehrmacht.

## Leben

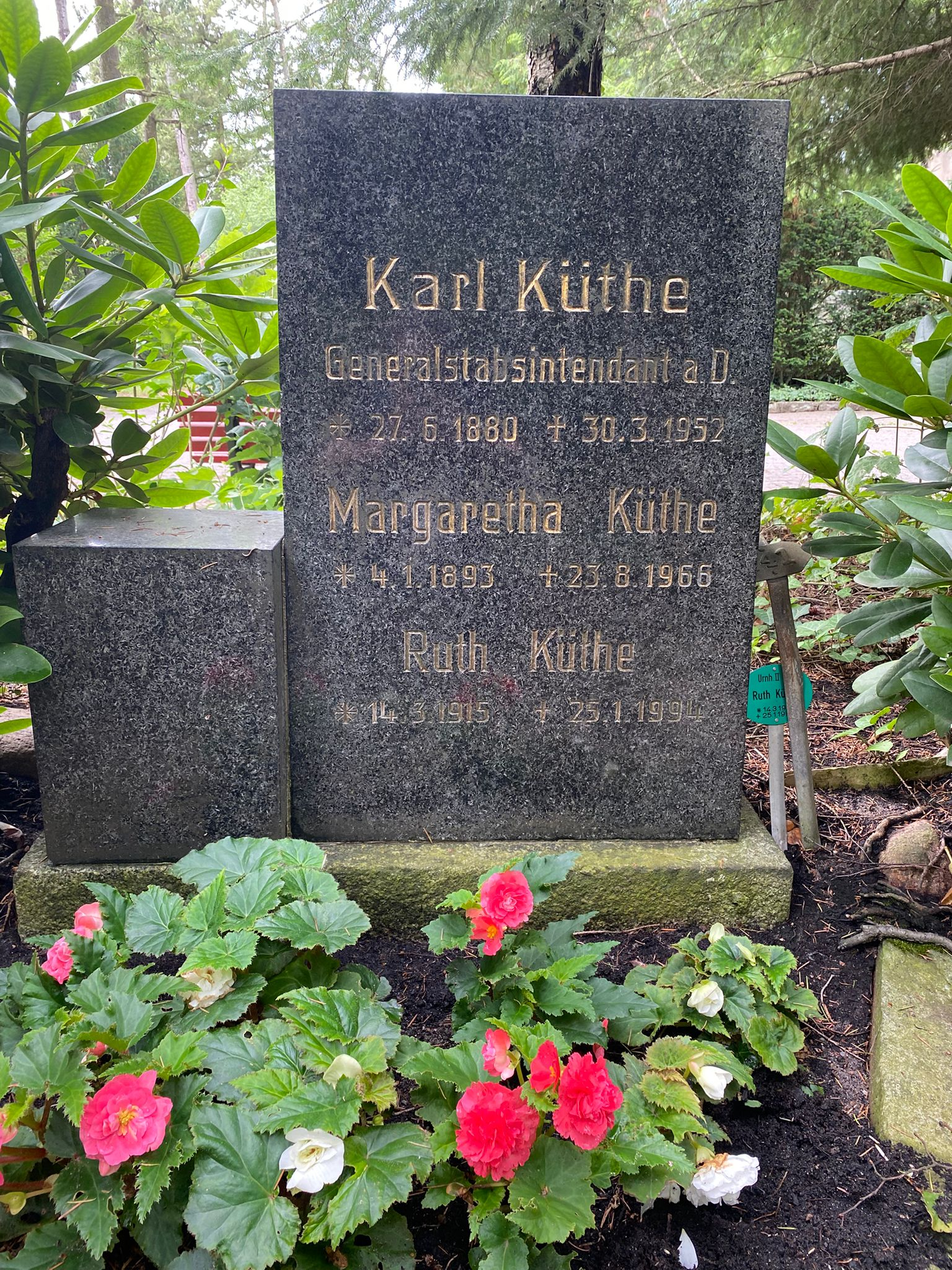
Grabstätte auf dem Parkfriedhof Lichterfelde

Karl Küthe trat 1905 in das Heer ein und wurde am 28. Juni 1909 Intendantur-Referendar. Am 1. März 1912 wurde er als überzähligen Intendantur-Assessor von der Intendantur des VII. Armee-Korps (Münster) zum etatmäßigen Militär-Intendantur-Assessor. Er war zu diesem Zeitpunkt auch Leutnant d. R. 1914 wurde er zum Vorstand der Intendantur der 15. Division. Ab 1916 war er als Intendantur-Rat wieder im VII. Armee-Korps.
Nach dem Krieg wurde er 1920 Oberregierungsrat und war 1924 im Heeresverwaltungsamt. Ein Jahr später wurde er Ministerialrat und wechselte 1926 in das Reichswehrministerium. Er war ab ca. 1931 Abteilungschef der Gruppe Heer der Haushaltsabteilung der Heeresleitung und blieb dies auch nach der Überführung der Reichswehr in die Wehrmacht 1935. 1936 wurde er Ministerialdirigent.
Am 1. August 1938 wurde er Generalstabsintendant. Später war er im AHA des OKH Chef der Zentralabteilung (Z), kam in die Führerreserve und wurde am 31. Dezember 1944 entlassen.
Karl Küthe ruht auf dem Parkfriedhof Lichterfelde. 